# Макавейські війни
Макавейські війни (167–164 рр. до н. е.) — повстання ортодоксально налаштованих євреїв проти насаджуваної елліністичної культури за правління Антіоха IV Епіфана з династії Селевкідів.

## Причини повстання
У 175 р. до н.е. селевкідський трон зайняв Антіох IV Епіфан, «корінь гріха», як його називає 1 Мак. 1:10. Із самого початку свого правління він почав втручатися у справи Єрусалима, спочатку поставивши на пост нового первосвященника — Ясона, потім замінивши його Менелаєм, хоча він і не був з лінії первосвященника. Володар дозволив проеліністичним євреям «виконувати постанови язичницькі», (1 Мак. 1:13), що призвело до скасування законів обрізання і відмови від заповіту з Богом (1 Мак. 1:14–15). 167 року до н. е. Антіох Епіфан пограбував єврейський храм і зробив його святилищем олімпійського бога Зевса. Євреїв змушували їсти нечисту їжу, забороняли дотримуватися четвертої заповіді. Розпочалися гоніння і репресії, масштаби яких були небаченими для історії єврейського народу.
Утискання за віру, намагання влади знищити юдеїв призвели до повстання.
Його лідерами стали Мататія та його сини, що були представниками роду Хасмонеїв. Коли представники Антіоха прийшли у містечко Модіїн, де жив Мататія, сталася перша сутичка. Посланці царя намагалися змусити його та його родину до ідолопоклонства, але Матафія відмовився, що стало приводом до початку повстання, а після цього втік у гори.
Діяльність повстанців полягала в організації партизанських угрупувань, намаганнях підірвати авторитет Селевкідів та переслідуванні євреїв-зрадників. Основним здобутком було те, що Єрусалим та фортеця Акра були відрізані від навколишніх баз, гарнізонів та адміністративних центрів країни.

## Правління Юди Макавея
Після смерті Матафії (167–166 рр. до н. е.) на чолі збройного повстання став його син Юда Макавей («Макаба» — з євр. «молот»). Придушити повстання було покладено на намісника Самарії Аполонія. Він напав з півночі, однак зазнав поразки. Війська іншого воєначальника Серона також зазнали поразки при Бет-Хороні на північному заході Юдеї. Птолемей, син Доримена, намісника Кілісирії, послав двох визначних полководців, які мали наступати з заходу, від Еммауса [Там же. Книга 12, 7:4]. Однак Юда зумів їх розбити. Лісій, намісник Антіоха IV в землях на захід від Єфрату, занепокоюючись ситуацією, висилає загін, який складався з ворожо налаштованих до євреїв ідумеїв. Битва відбулася біля Бет-Цура, найпівденнішого міста в Юдеї. Сміливою і несподіваною тактикою Макавей зумів перемогти військо Лісія. Селевкиди почали серйозно задумуватись над положенням в цій провінції. Лісій, побоюючись нападу Юди на Єрусалим, укладає невизначений до кінця в умовах мир, за яким амністію отримували всі повстанці, видав маніфест, який проголошував свободу віросповідання, первосвященником було назначено Менелая. Однак гарнізон сирійців залишався в Акрі, крім того влада не визнавала Маккавеїв і не вступала в офіційні переговори з ними. Юда, не вдовольнившись цією примарною обіцянкою, захоплює Єрусалим, крім Акри, одразу ж після смерті Антіоха Епіфана в 164 р. до н. е. У цей же рік було освячено й очищено храм. Ця подія увійшла в єврейську традицію та історію як свято хануки, тобто «оновлення, очищення» [Там же. Книга 12, 7:6]. 
Повстанці в цей час стали досить потужною воєнною силою. Їхня влада поширилась і на віддалені частини Юдеї, вони здобули перемоги в Башані, Ідумеї, Аммоні, Акко. Зустрічаючи невеличкі загони місцевої влади та іноплеменців, євреї легко підкоряли їх собі [Там же. Книга 12, 8].
Лісій, правлячи від імені неповнолітнього Антіоха V, вирішив покласти край цій непокорі, захопив Храмову гору в Єрусалимі, але через внутрішні протистояння за владу в Селевкідській державі, змушений був піти на компроміс. Було вбито Менелая, замість якого поставлено первосвященником помірно налаштованого до елінізму Алкіма [Там же. Книга 12, 9:7].
У 162 р. до н. е. до влади приходить інший цар Деметрій І. Він намагався централізувати владу в державі, почав повністю підтримувати Алкіма, борючись у такий спосіб з нелегітимною владою Хасмонеїв. Він послав свого воєначальника Бакхида, щоб захопити Єрусалим [Там же. Книга 12, 10:1,2]. Намісником в місті став Ніканор.
Попри те, що сирійці намагалися підтримувати компромісні відносини з євреями, Хасмонеї боролися проти будь-якої проеліністичної влади в Юдеї, прагнули встановити політичну незалежність. Відновилися воєнні дії, вирішальна битва відбулася на півночі біля Адаси, під Бет-Хороном, по дорозі в Єрусалим. Тут у 161 р. Юда здобув свою останню велику перемогу, в бою пав Ніканор [Там же. Книга 12, 10:5]. Намагаючись зберегти одержану незалежність, Макавей прагнув заручитися підтримкою тоді вже досить сильної Римської республіки, що було досягнуто цього ж року. У договорі з сенатом зазначалися рівноправні відносини обох держав [Там же. Книга 12, 10:6].
Однак Юді не вдалося довгий час зберігати положення переможця й визволителя. У новій битві з загоном Бакхида його було вбито (161 р. до н.е.). Наступниками найвеличнішого й найславетнішого з усіх єврейських полководців стали брати Юди, Йонатан і Симон, які продовжили партизанську тактику [Там же. Книга 12, 11:1,2]. Попри воєнні перемоги і радикальні міри, сирійцям не вділося повністю опанувати ситуацію в провінції.

## Правління Йонатана
Через деякий час Йонатан знову захопив більшість сільських районів та провінційних міст Юдеї, а коли у Деметрія І з'явився суперник, Олександр Балас, перед повстанцями відкрилися нові можливості. Олександр захватив Птолемаїду (Акко) на березі Середземного моря и почав організовувати війська для наступу на столицю Сирії Антіохію. Йонатан командував найбільшим військовим угрупуванням у Палестині, тому Александр забажав отримати його підтримку і назначив його первосвящеником (152 р.).
Цей крок призвів до того, що Йонатан став вірним союзником Олександра на всі наступні роки. 147 року у Сирію прийшов син Деметрія І, що намагався відвоювати царський престол Олександра. Йонатан показав свою підтримку тим, що вступив у війну на боці останнього.
Євреї захопили Яффу та район Ашдода, і ця територія була дарована Йонатану у володіння. 145 року Балас помирає, до влади приходить Деметрій II, і Йонатан повинен рахуватися з цим. Деметрій був зацікавлений у співробітництві з євреями, тому він затверджує Йонатана на посту первосвященика та приєднує до Юдеї три області на півдні Самарії, де переважно проживали євреї. Приєднання цих областей є одним із найбільших здобутків Хасмонеїв за період повстання.
Через деякий час Йонатан змінив свою орієнтацію і підтримав противника Деметрія — Трифона, що правив від імені малого Антіоха VI, сина Александра Баласа [Й. Флавій, Юдейські старожитності Книга 13, 5:3]. Симон, брат Йонатана, був назначений Трифоном на важливу державну посаду, захопив Яффу і розмістив там єврейський гарнізон.
Йонатан не обмежився військовими перемогами, він вирішив укріпити Єрусалим та інші міста; налагодив стосунки з Римською республікою та Спартою. Сила Юдеї зростала, що не подобалося Трифону, і він обманом захопив Йонатана у полон. Але своєї мети він не досяг, бо євреї боролися проти нього і під керівництвом Симона Макавея. Трифон був вимушений відступати, і внаслідок цього стратив Йонатана, виплеснувши на ньому своє розчарування.
Період керівництва Йонатана був знаковим для хасмонейської Юдеї: вона стала політично самостійною, посилилися її позиції в Сирії, а найбільшим досягненням було приєднання Південної Самарії, Екронської області; фактично юдеї також захопили Яффу.

## Правління Симона
Йому, як і його братам, деякою мірою прийшлося розвивати вже досягнуте. Симону вдалося захопити порт Яффу, вигнати звідти місцевих жителів і переселити юдеїв, також він здобув фортецю в Єрусалимі, що залишалася найбільшою перешкодою в досягненні повної незалежності. Симон захопив місто Гезер, яке було важливим стратегічним пунктом, крім того, йому вдалося захопити прибережну смугу – Шефела. У своїй політиці намагався підтримувати конституційний стрій, укріпити положення влади Хасмонеїв та затвердити спадкову передачу влади.
В міжнародних відносинах Симон встановив зв'язки з Римом і Спартою, однак цей крок не дуже сприяв в боротьбі з Селевкидською державою.
Після взяття в полон парфянами Деметрія II, на престолі утвердився Антіох VI Сидет, який спочатку дозволив Симону володіти захопленими територіями, карбувати власну монету. Однак згодом почав вимагати данину за Яффу, Гезер й цитадель в Єрусалимі. Розпочалися воєнні дії. На чолі загону юдеїв стояли сини Симона Іоан та Юда, які здобули перемогу над армією Селевкидів. Більше за часів Симона Антіох не робив спроби відновити попередню ситуацію. 
У 140 р. до н.е. в Єрусалимі був зібраний Великий собор, на якому було прийнято, що Симон є головнокомандуючим, первосвященником, головою народу («етнархом»).Він завідував усіма службами в храмі, але через те, що його рід походив не від Аарона, його статус як первосвященника  зберігався до того часу, як прийде «істинний пророк». Також від імені Симона укладалися всі міжнародні договори. Таким чином, Симон намагався утвердити владу Хасмонеїв, мати прихильників серед впливових людей Юдеїв. Це частково вдалося, зокрема його свекром був Птолемей, правитель Єрихону [Юдейські старожитності Книга 13, 6:7].
Однак за сприяння Антіоха Сидета Птолемей захотів самому бути етнархом, тому на святі Симона, його синів Мататію та Юду було вбито [Юдейські старожитності Книга 13, 7:4].  Але бажаного результату не було досягнуто, оскільки в народі саме ім'я Хасмонеїв було надзвичайно популярне. Незабаром правитель Гезера Йоханан Гіркан, син Симона, якому вдалося вижити, захопив владу.

## Підсумки
За період правління Хасмонеїв Юдея здобула незалежність. За М. Штерном, запорукою успіху повстання була підтримка народу, що стійко тримався своїх традицій, а селевкіди програли через нестабільність влади; також Юдея мала підтримку від інших держав, у першу чергу, Римської республіки. Макавеї були визначними лідерами повстання. Їх війська опанували найновіші військові техніки, вони мали великий військовий резерв — ці причини також мали значний вплив на перемогу юдеїв.